# Maison du Cerf
Pour l’article homonyme, voir Maison du Cerf (Sighișoara).
La « Maison du Cerf » (« De hert » ou « De heert » en néerlandais) est une maison de style baroque tardif et néo-baroque située au numéro 20 de la Grand-Place de Bruxelles en Belgique, entre la « Maison de Joseph et Anne » et la rue de la Colline, face à la « Maison de la Balance ».
Elle est parfois appelée improprement « Le Cerf Volant », traduction malencontreuse de l'appellation néerlandaise « De Vliegende Hert » qui lui vient du bas-relief situé sur sa façade latérale de la rue de la Colline, qui représente un cerf en pleine course qui donne l'impression de voler alors qu'il tente d'échapper à un chien de chasse.
L'aspect actuel de cette maison construite initialement en style baroque probablement par Gilles van den Eynde en 1710 résulte d'une reconstruction opérée en 1896-1897 par l'architecte Adolphe Samyn qui a reconstruit ou restauré plusieurs maisons de la Grand-Place (l'Étoile, le Marchand d'Or, Joseph et Anne, l'Ange, le Cerf et le Roi d'Espagne).

## Historique
Les maisons qui occupent les no 20 à 28 de la Grand-Place, entre la rue de la Colline et la rue des Harengs, occupent l'emplacement d'un groupe d'habitations expropriées par la Ville à la fin du XIVe siècle : « L'angle formé primitivement par la rue de la Colline et la Grand-Place fut modifié pendant les dernières années du XIVe siècle » : la Ville acheta trois maisons situées dans la rue de la Colline (le Rhin, la Gerbe et le Violon), la maison qui faisait le coin (l'Arbre) et sept maisons situées sur la Grand-Place (l'Olivier dit aussi l'Ange, la Chaloupe, la Taupe, le Pigeon, le Merle, le Saumon et le Carillon appelé également la Fontaine). « La place alors fut considérablement agrandie de ce côté : les maisons le Merle et le Saumon disparurent et les autres furent toutes reculées ».
Une gravure de 1594 montre que le Cerf « présente une façade en bois, étroite, haute de trois niveaux et coiffée d'un pignon. Ce pignon a sans doute été reconstruit en pierre au XVIIe siècle ».
« En 1710, la façade est refaite probablement par son propriétaire, l'architecte et tailleur de pierre Gilles van den Eynde », à qui l'archiviste Guillaume Des Marez attribue la conception de la maison.
L'année de construction est attestée par les cartouches  encadrés de bois de cerf qui ornent les allèges des fenêtres du deuxième étage : « ANNO » « 1710 ». 
Au XVIIIe siècle, la maison porte le nom de « Vliegend Hert ».
L'aspect actuel de la maison résulte d'une reconstruction en pierre d'Euville  opérée en 1896-1897 par l'architecte Adolphe Samyn.
La maison abrite actuellement un marchand de chocolat.
En 2011-2012, la maison et ses voisines font l'objet de travaux de restauration, durant lesquels leurs façades sont masquées par des bâches peintes reproduisant leurs façades.

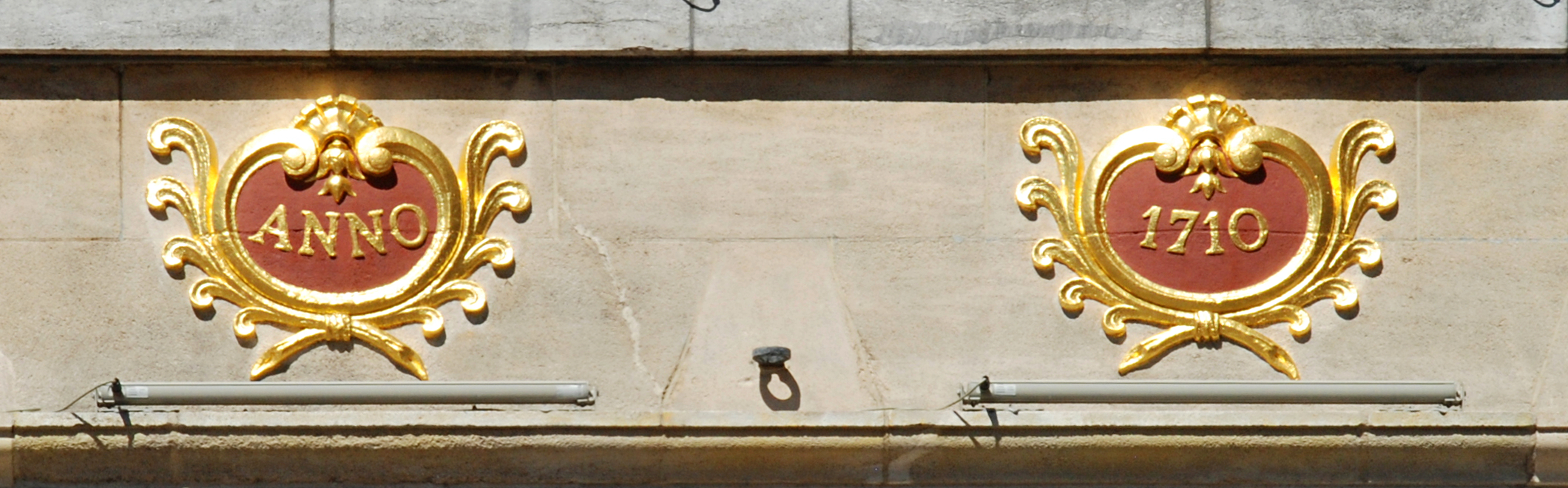
Les cartouches « ANNO » « 1710 » encadrés de bois de cerf.

## Classement
Les façades et les toitures de toutes les maisons qui bordent la Grand-Place font l'objet d'un classement au titre des monuments historiques en tant qu'ensemble depuis le 19 avril 1977 sous la référence globale 2043-0065/0.
Le classement a été étendu à d'autres parties du bâtiment le 7 novembre 2002, sous la référence 2043-0065/020.

## Architecture

### La façade principale, côté Grand-Place

#### Façade
La « Maison du Cerf » s'inscrit dans un alignement de maisons qui occupe une partie du côté nord-est de la Grand-Place, entre la rue de la Colline et la rue des Harengs, et comprend Le Marchand d'or, Le Pigeon, La Chaloupe d'or, L'Ange, Joseph et Anne et Le Cerf.
Édifiée en pierre de taille, la « Maison du Cerf » présente la façade la plus étroite de la Grand-Place de Bruxelles, composée de deux travées seulement. Sa silhouette gracile semble comme écrasée par son imposante voisine, la Maison de Joseph et Anne.

Le Marchand d'or, Le Pigeon, La Chaloupe d'or, L'Ange, Joseph et Anne, Le Cerf
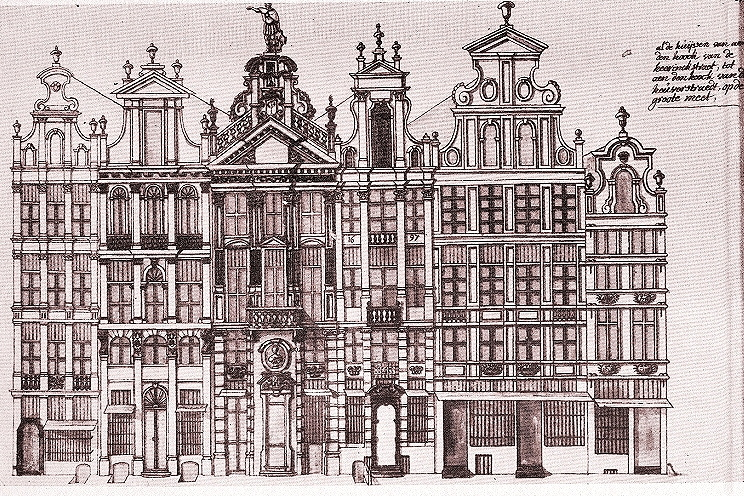
Les maisons sur un dessin de Ferdinand-Joseph Derons (1727) conservé au Musée de la ville de Bruxelles.
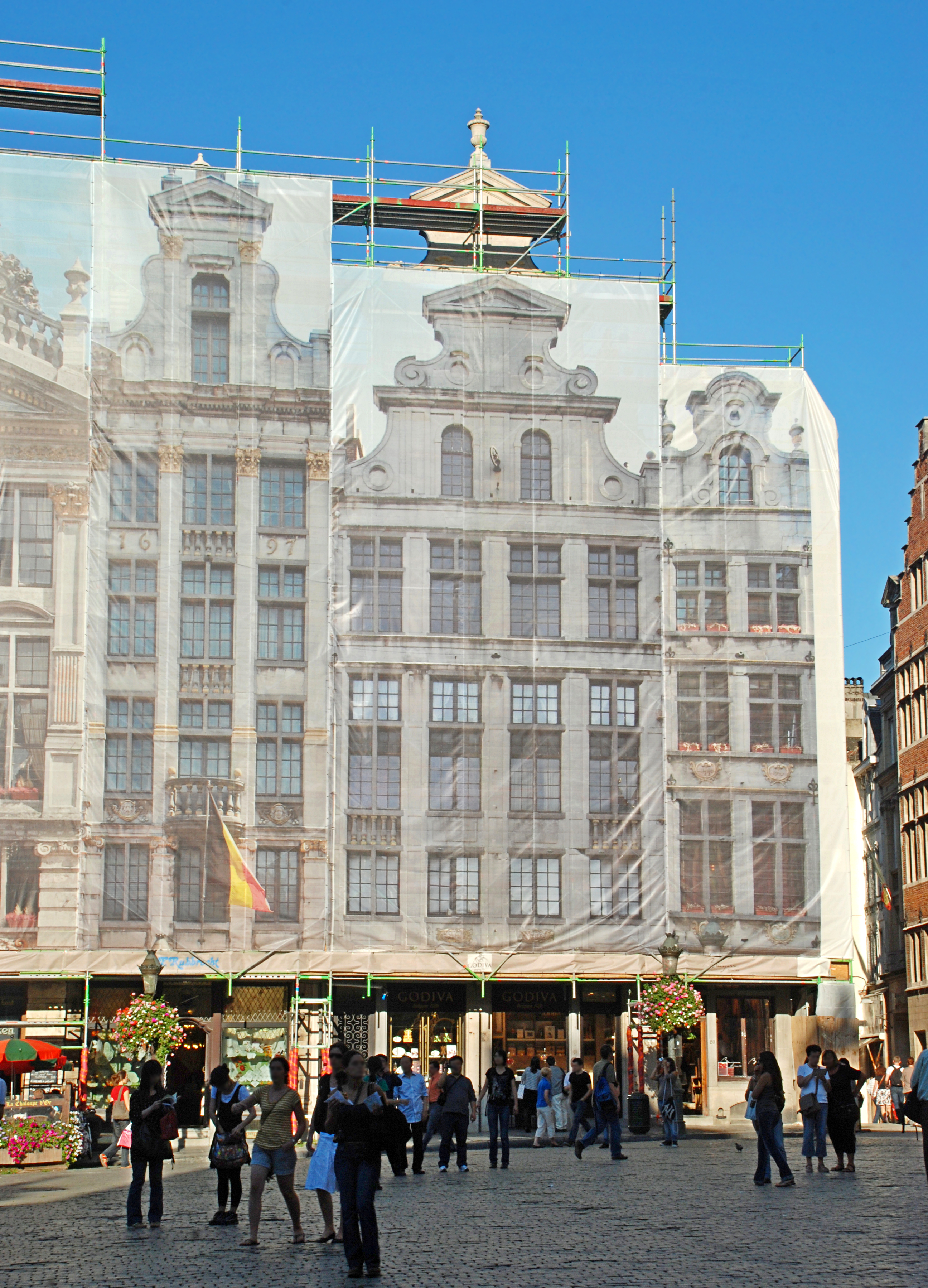
Les bâches lors des travaux de restauration en 2011-2012.
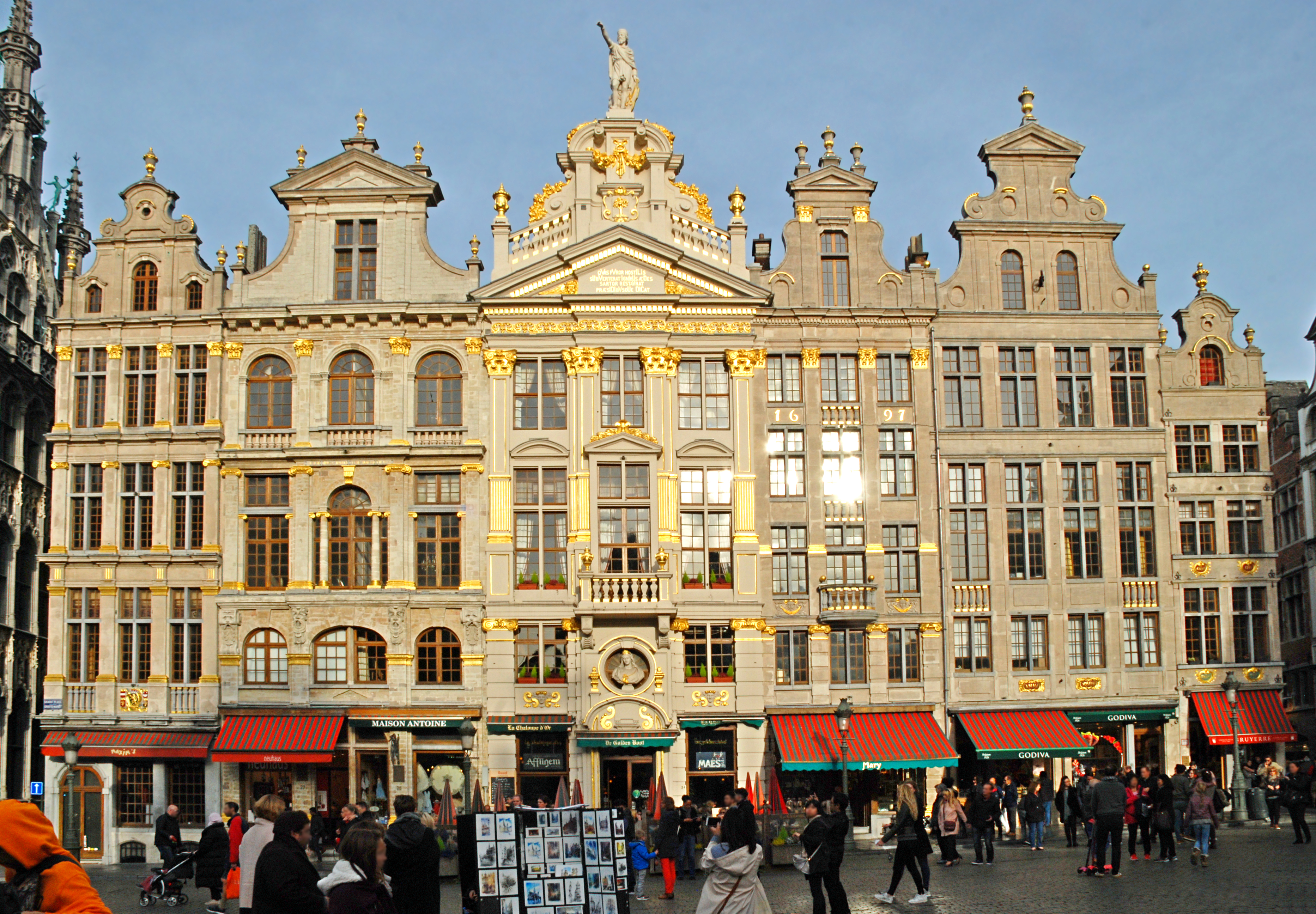
Les maisons en 2017, après la restauration de 2012.

#### Rez-de-chaussée et premier étage
Le rez-de-chaussée présente une porte surmontée d'une enseigne figurant un cerf couché.
Le premier étage est percé de fenêtres à croisée de pierre dont les allèges sont ornées de cartouches encadrés de bois de cerf qui mentionnent le nom de l'édifice en néerlandais (« Heert ») et en français (« Cerf »). Ces cartouches datent à n'en pas douter de la restauration de 1897 puisque Bruxelles était une ville flamande en 1710.

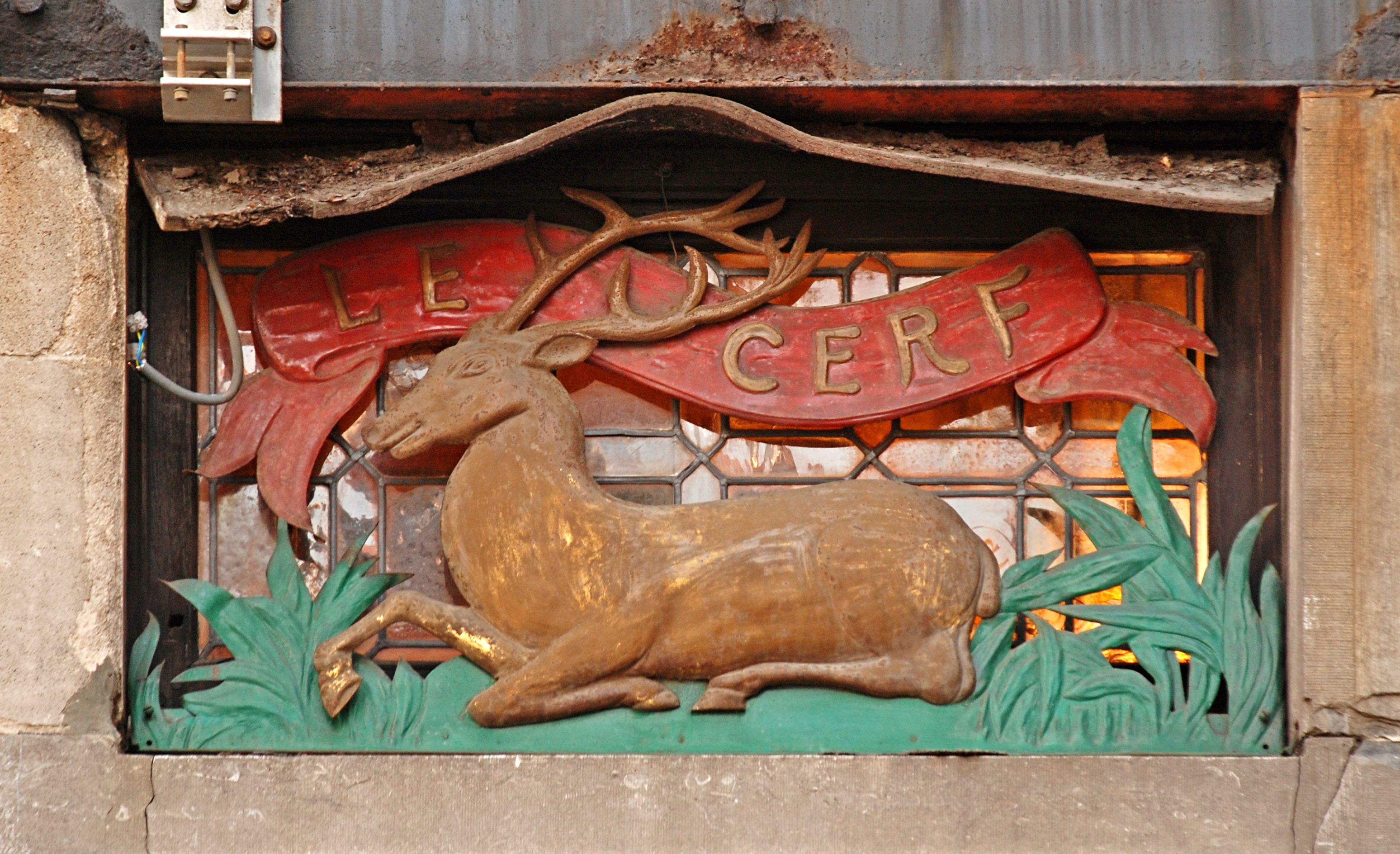
L'enseigne du cerf.
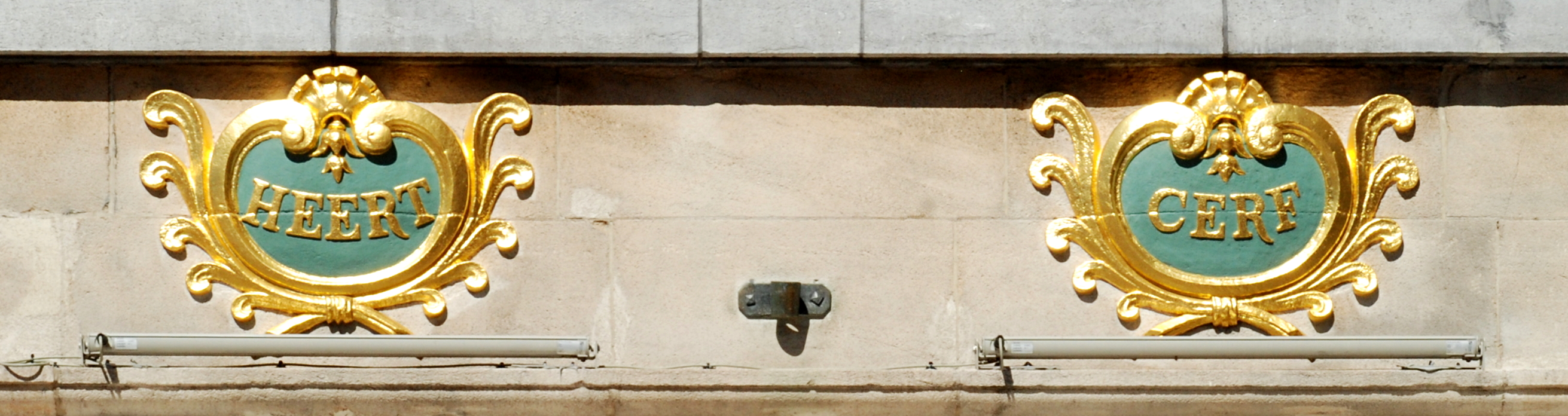
Cartouches « Heert » et « Cerf »  encadrés de bois de cerf.

#### Étages supérieurs et pignon
Le deuxième étage est percé de fenêtres à croisée plus petites dont les allèges portent un double cartouche mentionnant l'année de construction de l'édifice (« Anno » « 1710 »). Il est surmonté d'un troisième étage aux fenêtres encore plus petites.
Les différents étages sont séparés par des cordons profilés dont certains sont dorés. Chacun de ces cordons est traversé à ses extrémités par deux ancres de façade en forme de fleur de lys.
La façade est couronnée par un élégant pignon à consoles renversées souligné par un cordon doré. Ce pignon est percé d'une fenêtre axiale cintrée surmontée d'un larmier cintré doré et ornée de volutes sur les côtés au-dessus de laquelle prend place un minuscule oculus aveugle surmonté d'un tout petit larmier doré. Le pignon, surmonté d'un larmier cintré à extrémités droites, porte trois vases de pierre.

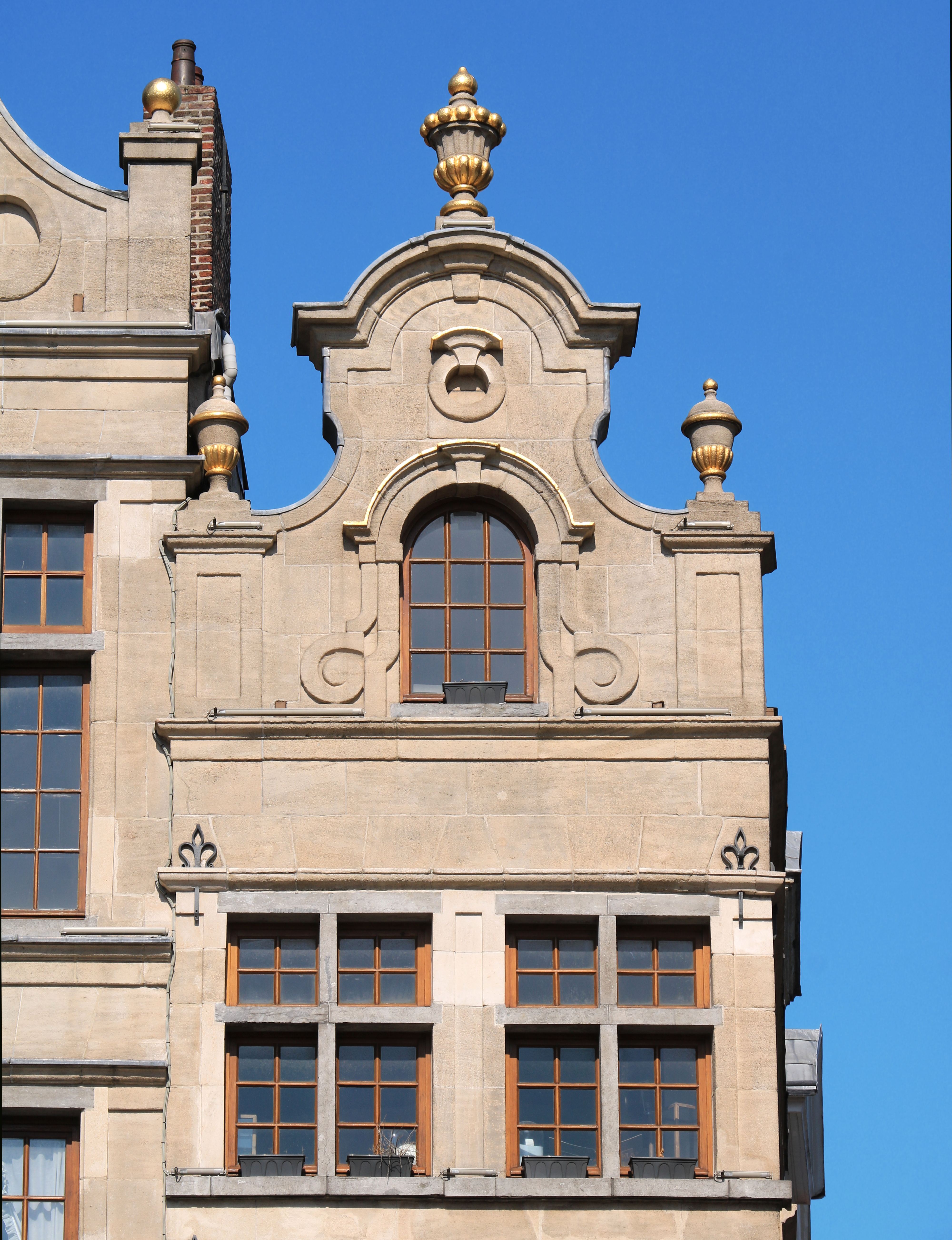
Le dernier étage et le pignon.
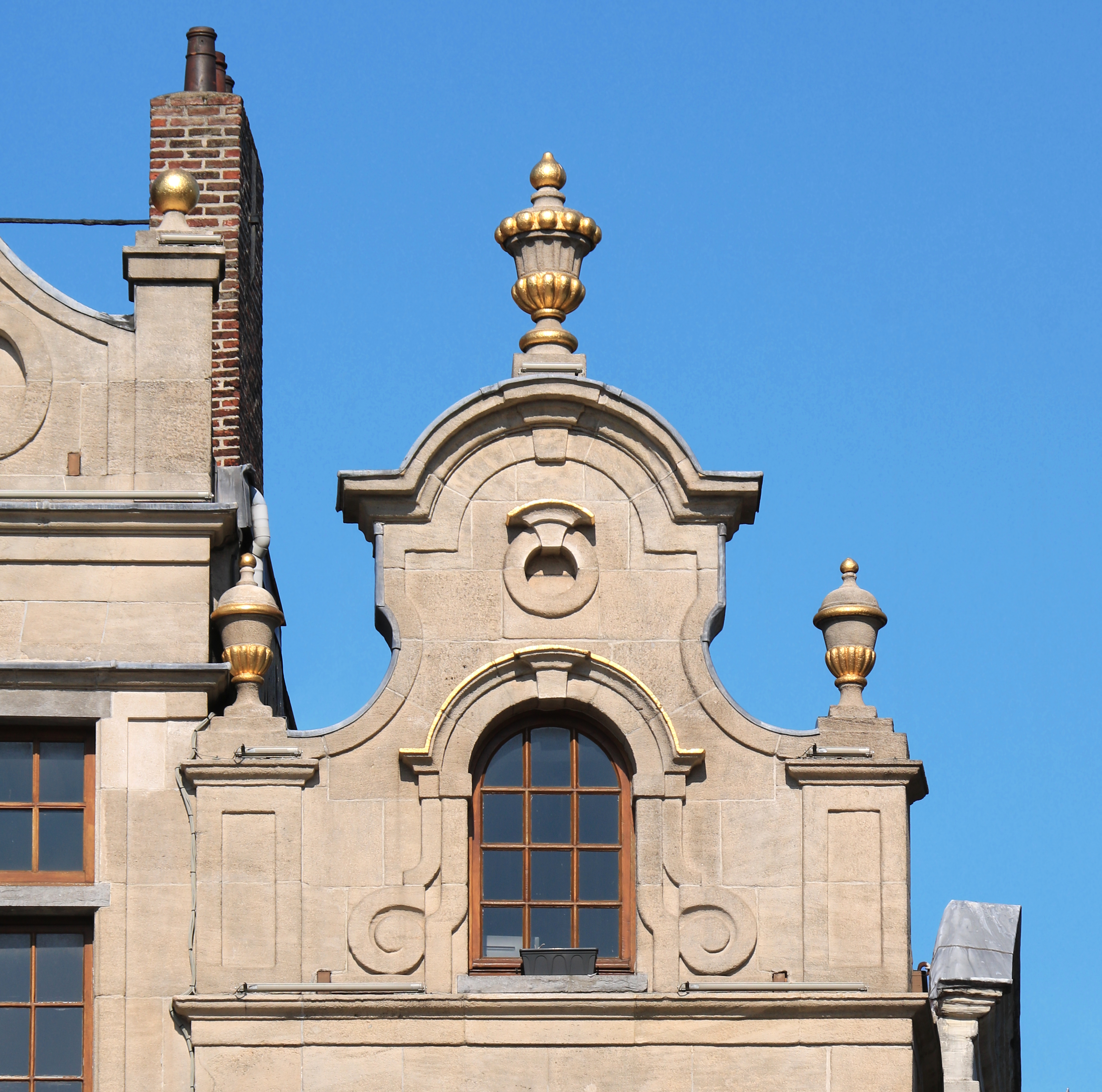
Le pignon.
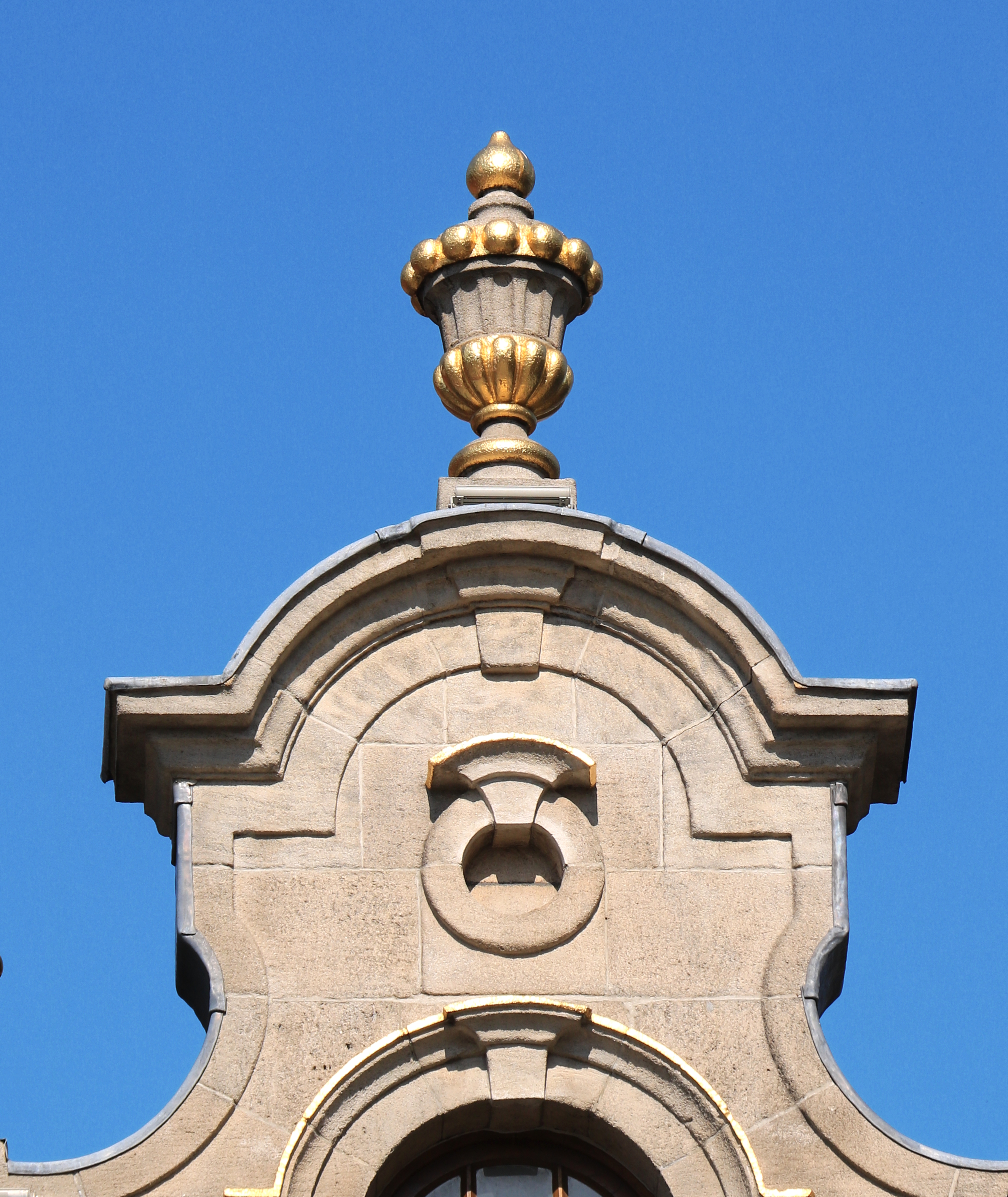
Le registre supérieur du pignon.

### La façade latérale, rue de la Colline
La « Maison du Cerf » est une des rares maisons de la Grand-Place à posséder une façade latérale, avec la « Maison du Roi d'Espagne », la « Maison de l'Étoile » et la « Maison du Mont Thabor ».
Cette façade latérale comporte quatre travées, dont une travée aveugle, et quatre niveaux séparés les uns des autres par de puissants cordons moulurés, percés d'un mélange de fenêtres rectangulaires simples, de fenêtres à croisée de pierre et de fenêtres à meneau.
Au rez-de-chaussée, la travée aveugle arbore le bas-relief « De Vliegende Hert » qui a donné son nom à l'édifice : ce bas-relief représente un cerf en pleine course tentant d'échapper à un chien de chasse. Comme il a été dit plus haut, à cause de ce bas-relief, la maison est parfois appelée improprement « Le Cerf Volant », traduction malencontreuse de l'appellation néerlandaise « De Vliegende Hert » que l'on devrait plutôt rendre par « Le Cerf qui Vole ».

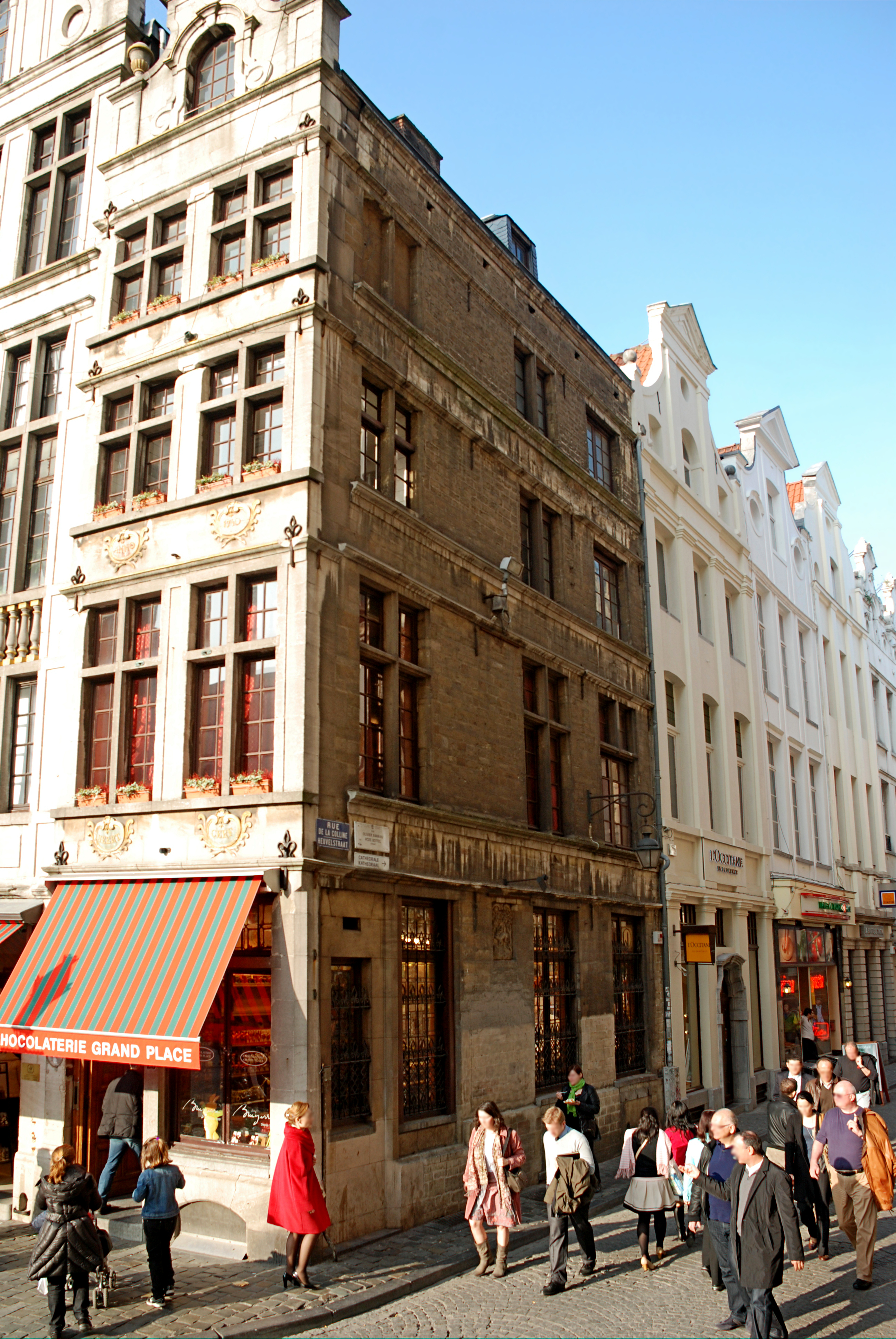
Façade latérale, rue de la Colline.
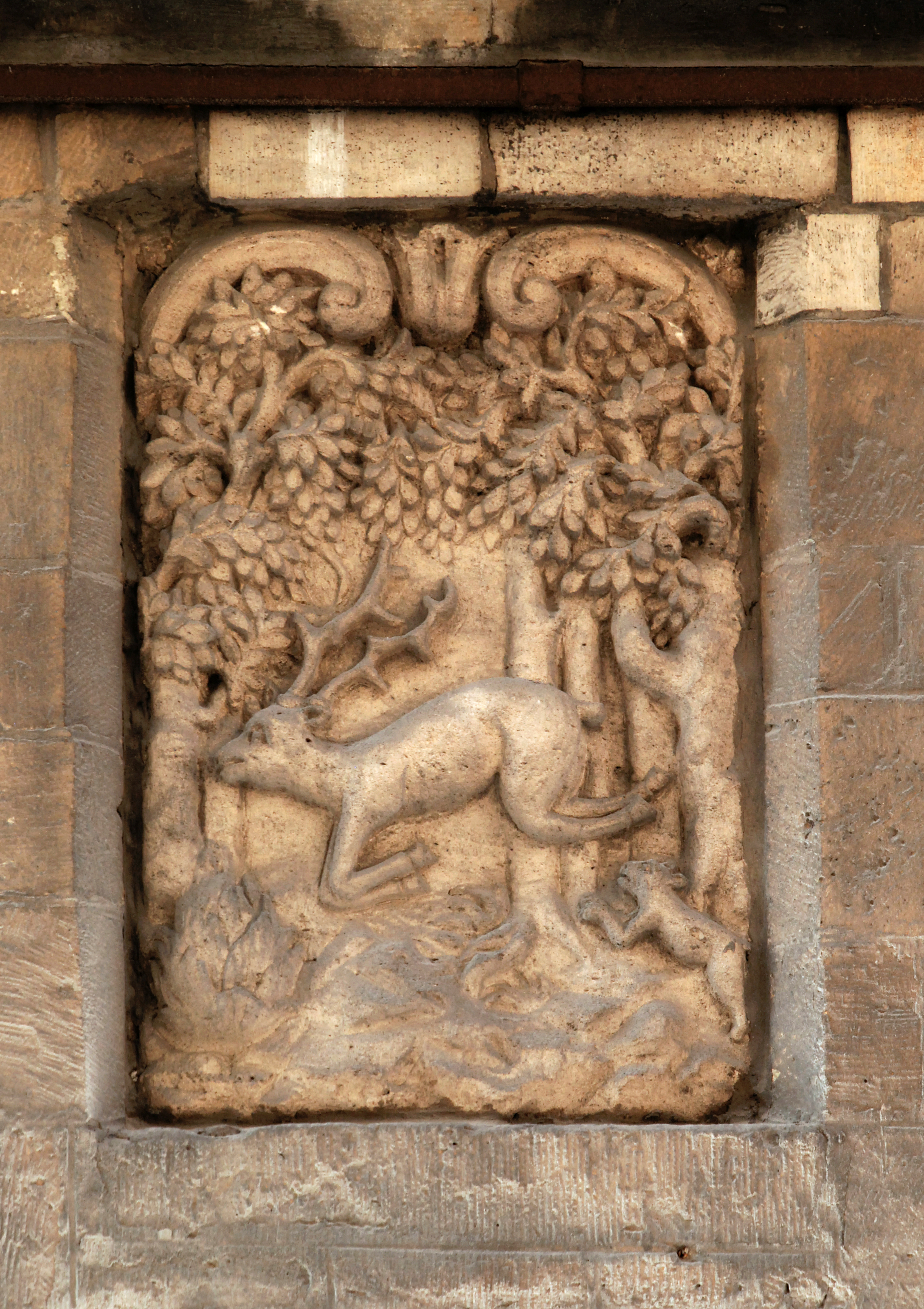
Bas-relief « De Vliegende Hert ».